# Fluid perfecte
En física, un fluid perfecte o fluid ideal és un fluid que es pot caracteritzar completament per la seva densitat de massa en repòs {\displaystyle \rho _{m}} i la⁠ pressió isotròpica 𝑝. Els fluids reals són viscosos ("enganxosos") i contenen (i condueixen) la calor. Els fluids reals són viscosos ("enganxosos") i contenen (i condueixen) calor. Els fluids perfectes són models idealitzats en què aquestes possibilitats s'ignoren. Concretament, els fluids perfectes no tenen tensions de cisallament, viscositat ni conducció de calor. Un plasma de quarks-gluons i el grafè són exemples de fluids gairebé perfectes que es podrien estudiar en un laboratori.

## Mecànica de fluids no relativista
En mecànica clàssica, els fluids ideals es descriuen mitjançant les equacions d'Euler. Els fluids ideals no produeixen resistència segons la paradoxa de d'Alembert. Si un fluid produís arrossegament, caldria un treball per moure un objecte a través del fluid i aquest treball produiria calor o moviment del fluid. Tanmateix, un fluid perfecte no pot dissipar energia i no pot transmetre energia infinitament lluny de l'objecte.:34
Un estol d'ocells en un medi aeri és un exemple de fluid perfecte; un gas d'electrons també es modela com un fluid perfecte.

### Superfluïdesa
Els superfluids són fluids amb viscositat zero, però a la pràctica no es poden descriure amb precisió com un fluid perfecte. En el model de dos fluids, els superfluids es consideren macroscòpicament com a posseïdors de dues fases coexistents, una barreja entre un fluid normal i un fluid perfecte.

### Cosmologia i astrofísica

El tensor tensió-energia d'un fluid perfecte només conté els components diagonals.

Els fluids perfectes són una solució fluida utilitzada en la relativitat general per modelar distribucions idealitzades de la matèria, com ara l'interior d'una estrella o un univers isotròpic. En aquest darrer cas, la simetria del principi cosmològic i l'equació d'estat del fluid perfecte condueixen a l'equació de Friedmann per a l'expansió de l'univers.
Formulació
En la notació tensorial de signatura mètrica positiva en espai, el tensor d'estrès-energia d'un fluid perfecte es pot escriure en la forma
{\displaystyle T^{\mu \nu }=\left(\rho _{m}+{\frac {p}{c^{2}}}\right)\,U^{\mu }U^{\nu }+p\,\eta ^{\mu \nu },}
on U és el camp vectorial de 4 velocitats del fluid i on {\displaystyle \eta _{\mu \nu }=\operatorname {diag} (-1,1,1,1)} és el tensor mètric de l'espai-temps de Minkowski.
El cas on p=0 descriu una solució de pols. Quan {\displaystyle p=\rho _{m}c^{2}/3}, descriu un gas fotònic (radiació).
En la notació tensorial de signatura mètrica positiva en el temps, el tensor d'estrès-energia d'un fluid perfecte es pot escriure en la forma
{\displaystyle T^{\mu \nu }=\left(\rho _{\text{m}}+{\frac {p}{c^{2}}}\right)\,U^{\mu }U^{\nu }-p\,\eta ^{\mu \nu },}
on {\displaystyle U} és la velocitat cuadrilateral del fluid i on {\displaystyle \eta _{\mu \nu }=\operatorname {diag} (1,-1,-1,-1)} és el tensor mètric de l'espai-temps de Minkowski.
Això pren una forma particularment simple en el marc de repòs
{\displaystyle \left[{\begin{matrix}\rho _{e}&0&0&0\\0&p&0&0\\0&0&p&0\\0&0&0&p\end{matrix}}\right]}
on {\displaystyle \rho _{\text{e}}=\rho _{\text{m}}c^{2}} és la densitat d'energia i {\displaystyle p} és la pressió del fluid.
Els fluids perfectes admeten una formulació lagrangiana, que permet aplicar als fluids les tècniques utilitzades en teoria de camps, en particular la quantització.
Lectura d'equacions relativistes d'Euler
{\displaystyle \partial _{\nu }T^{\mu \nu }=0}
en el límit no relativista, aquestes equacions es redueixen a les equacions d'Euler habituals.